# اچ‌ام‌اس واندرر (دی۷۴)
اچ‌ام‌اس واندرر (دی۷۴) (به انگلیسی: HMS Wanderer (D74)) یک کشتی بود که طول آن ۳۰۰ فوت (۹۱ متر) بود این کشتی در سال ۱۹۱۹ ساخته شد.